# Česko na Letních olympijských hrách 1996
Českou republiku na Letních olympijských hrách 1996 v americké Atlantě reprezentovalo 115 závodníků, 76 mužů a 39 žen, kteří se zúčastnili 110 disciplín v 17 sportech. Jednalo se o první letní hry po rozpadu Československa, a tak Česká republika a Slovensko soutěžily jako samostatné týmy.

## České medaile
| Medaile | Jméno                      | Sport                     | Disciplína           |
| ------- | -------------------------- | ------------------------- | -------------------- |
| Zlato   | Martin Doktor              | Kanoistika (rychlostní)   | Muži C1 1000 metrů   |
| Zlato   | Martin Doktor              | Kanoistika (rychlostní)   | Muži C1 500 metrů    |
| Zlato   | Štěpánka Hilgertová        | Kanoistika (vodní slalom) | Ženy K1 vodní slalom |
| Zlato   | Jan Železný                | Atletika                  | Muži hod oštěpem     |
| Stříbro | Lukáš Pollert              | Kanoistika (vodní slalom) | Muži C1 vodní slalom |
| Stříbro | Jana Novotná Helena Suková | Tenis                     | Ženy čtyřhra         |
| Stříbro | Miroslav Šimek Jiří Rohan  | Kanoistika (vodní slalom) | Muži C2 vodní slalom |
| Bronz   | Tomáš Dvořák               | Atletika                  | Muži desetiboj       |
| Bronz   | Miroslav Januš             | Sportovní střelba         | Muži průběžný cíl    |
| Bronz   | Jana Novotná               | Tenis                     | Ženy dvouhra         |
| Bronz   | Šárka Kašpárková           | Atletika                  | Ženy trojskok        |

Česká republika se umístila na 17. místě v pořadí národů. Druhý nástupnický československý stát Slovenská republika obsadil 43. místo.
- Nejmladší účastník ČR: Kateřina Pivoňková (17 roků, 80 dní)
- Nejstarší účastník ČR: Zdeňka Bartoňová - (42 roků, 44 dní)

## Seznam všech zúčastněných sportovců
| Číslo | Jméno                 | Pohlaví | Věk | Sport                           | Na olympic.cz |
| ----- | --------------------- | ------- | --- | ------------------------------- | ------------- |
| 1     | Robert Změlík         | Muž     | 27  | Atletika                        | Zde           |
| 2     | Nikola Tomečková      | Žena    | 22  | Atletika                        | Zde           |
| 3     | Pavel Soukup          | Muž     | 25  | Atletika                        | Zde           |
| 4     | Hubert Sonnek         | Muž     | 34  | Atletika                        | Zde           |
| 5     | Pavel Sedláček        | Muž     | 28  | Atletika                        | Zde           |
| 6     | Miroslav Menc         | Muž     | 25  | Atletika                        | Zde           |
| 7     | Alice Matějková       | Žena    | 27  | Atletika                        | Zde           |
| 8     | Jiří Malysa           | Muž     | 29  | Atletika                        | Zde           |
| 9     | Tomáš Kratochvíl      | Muž     | 24  | Atletika                        | Zde           |
| 10    | Zuzana Kováčiková     | Žena    | 23  | Atletika                        | Zde           |
| 11    | Naděžda Koštovalová   | Žena    | 24  | Atletika                        | Zde           |
| 12    | Tomáš Janků           | Muž     | 21  | Atletika                        | Zde           |
| 13    | Miloš Holuša          | Muž     | 31  | Atletika                        | Zde           |
| 14    | Milan Gombala         | Muž     | 28  | Atletika                        | Zde           |
| 15    | Helena Fuchsová       | Žena    | 31  | Atletika                        | Zde           |
| 16    | Ludmila Formanová     | Žena    | 22  | Atletika                        | Zde           |
| 17    | Kamil Damašek         | Muž     | 22  | Atletika                        | Zde           |
| 18    | Marek Bílek           | Muž     | 23  | Atletika                        | Zde           |
| 19    | Hana Benešová         | Žena    | 21  | Atletika                        | Zde           |
| 20    | Zdeňka Bartoňová      | Žena    | 42  | Atletika                        | Zde           |
| 21    | Šárka Kašpárková      | Žena    | 25  | Atletika                        | Zde           |
| 22    | Tomáš Dvořák          | Muž     | 24  | Atletika                        | Zde           |
| 23    | Jan Železný           | Muž     | 30  | Atletika                        | Zde           |
| 24    | Pavol Polakovič       | Muž     | 22  | Box                             | Zde           |
| 25    | Ľudovít Plachetka     | Muž     | 25  | Box                             | Zde           |
| 26    | Jaroslav Konečný      | Muž     | 19  | Box                             | Zde           |
| 27    | Petr Horáček (boxer)  | Muž     | 22  | Box                             | Zde           |
| 28    | Michaela Vernerová    | Žena    | 22  | Judo                            | Zde           |
| 29    | Radka Štusáková       | Žena    | 23  | Judo                            | Zde           |
| 30    | Roman Nováček         | Muž     | 27  | Judo                            | Zde           |
| 31    | Petr Lacina           | Muž     | 22  | Judo                            | Zde           |
| 32    | Gabriela Krčmářová    | Žena    | 18  | Sportovní gymnastika            | Zde           |
| 33    | Jiří Fiřt             | Muž     | 23  | Sportovní gymnastika            | Zde           |
| 34    | Ján Svorada           | Muž     | 27  | Cyklistika                      | Zde           |
| 35    | Kateřina Neumannová   | Žena    | 23  | Cyklistika (horská kola)        | Zde           |
| 36    | Kateřina Hanušová     | Žena    | 18  | Cyklistika (horská kola)        | Zde           |
| 37    | Radovan Fořt          | Muž     | 31  | Cyklistika (horská kola)        | Zde           |
| 38    | Pavel Camrda          | Muž     | 27  | Cyklistika (horská kola)        | Zde           |
| 39    | Pavel Buráň           | Muž     | 23  | Cyklistika (dráhová cyklistika) | Zde           |
| 40    | Petr Štercl           | Muž     | 29  | Kanoistika (slalom)             | Zde           |
| 41    | Pavel Štercl          | Muž     | 29  | Kanoistika (slalom)             | Zde           |
| 42    | Marcela Sadilová      | Žena    | 29  | Kanoistika (slalom)             | Zde           |
| 43    | Jiří Prskavec         | Muž     | 24  | Kanoistika (slalom)             | Zde           |
| 44    | Jiří Polívka          | Muž     | 22  | Kanoistika (rychlostní)         | Zde           |
| 45    | Milena Pergnerová     | Žena    | 20  | Kanoistika (rychlostní)         | Zde           |
| 46    | Irena Pavelková       | Žena    | 21  | Kanoistika (slalom)             | Zde           |
| 47    | Martin Otáhal         | Muž     | 25  | Kanoistika (rychlostní)         | Zde           |
| 48    | Pavel Mráz            | Muž     | 22  | Kanoistika (rychlostní)         | Zde           |
| 49    | Karel Leština         | Muž     | 23  | Kanoistika (rychlostní)         | Zde           |
| 50    | René Kučera           | Muž     | 23  | Kanoistika (rychlostní)         | Zde           |
| 51    | Pavlína Jobánková     | Žena    | 22  | Kanoistika (rychlostní)         | Zde           |
| 52    | Pavel Janda           | Muž     | 19  | Kanoistika (slalom)             | Zde           |
| 53    | Jitka Janáčková       | Žena    | 23  | Kanoistika (rychlostní)         | Zde           |
| 54    | Petr Hruška           | Muž     | 24  | Kanoistika (rychlostní)         | Zde           |
| 55    | Kateřina Hluchá       | Žena    | 21  | Kanoistika (rychlostní)         | Zde           |
| 56    | Luboš Hilgert         | Muž     | 35  | Kanoistika (slalom)             | Zde           |
| 57    | Kateřina Heková       | Žena    | 20  | Kanoistika (rychlostní)         | Zde           |
| 58    | Petr Fuksa            | Muž     | 26  | Kanoistika (rychlostní)         | Zde           |
| 59    | Pavel Bednář          | Muž     | 26  | Kanoistika (rychlostní)         | Zde           |
| 60    | Miroslav Šimek        | Muž     | 37  | Kanoistika (slalom)             | Zde           |
| 61    | Jiří Rohan            | Muž     | 31  | Kanoistika (slalom)             | Zde           |
| 62    | Lukáš Pollert         | Muž     | 26  | Kanoistika (slalom)             | Zde           |
| 63    | Štěpánka Hilgertová   | Žena    | 28  | Kanoistika (slalom)             | Zde           |
| 64    | Martin Doktor         | Muž     | 22  | Kanoistika (rychlostní)         | Zde           |
| 65    | Andrea Šebestová      | Žena    | 18  | Moderní gymnastika              | Zde           |
| 66    | Lenka Oulehlová       | Žena    | 23  | Moderní gymnastika              | Zde           |
| 67    | Roman Ječmínek mladší | Muž     | 29  | Šerm                            | Zde           |
| 68    | Michal Maier          | Muž     | 32  | Jachting                        | Zde           |
| 69    | Patrik Hrdina         | Muž     | 29  | Jachting                        | Zde           |
| 70    | Olga Šplíchalová      | Žena    | 20  | Plavání                         | Zde           |
| 71    | Kateřina Pivoňková    | Žena    | 17  | Plavání                         | Zde           |
| 72    | Lenka Maňhalová       | Žena    | 21  | Plavání                         | Zde           |
| 73    | Daniel Málek          | Muž     | 23  | Plavání                         | Zde           |
| 74    | Kristýna Kyněrová     | Žena    | 17  | Plavání                         | Zde           |
| 75    | Marcela Kubalčíková   | Žena    | 23  | Plavání                         | Zde           |
| 76    | Josef Horký           | Muž     | 24  | Plavání                         | Zde           |
| 77    | Pavla Chrástová       | Žena    | 17  | Plavání                         | Zde           |
| 78    | Hana Černá            | Žena    | 22  | Plavání                         | Zde           |
| 79    | Rastislav Bizub       | Muž     | 23  | Plavání                         | Zde           |
| 80    | Michal Palinek        | Muž     | 28  | Plážový volejbal                | Zde           |
| 81    | Marek Pakosta         | Muž     | 27  | Plážový volejbal                | Zde           |
| 82    | Josef Plachý          | Muž     | 25  | Stolní tenis                    | Zde           |
| 83    | Petr Korbel           | Muž     | 25  | Stolní tenis                    | Zde           |
| 84    | Jana Dobešová         | Žena    | 27  | Stolní tenis                    | Zde           |
| 85    | Martin Tenk           | Muž     | 24  | Sportovní střelba               | Zde           |
| 86    | Jan Sychra            | Muž     | 27  | Sportovní střelba               | Zde           |
| 87    | Luboš Račanský        | Muž     | 32  | Sportovní střelba               | Zde           |
| 88    | Marta Nedvědová       | Žena    | 19  | Sportovní střelba               | Zde           |
| 89    | Milan Mach            | Muž     | 24  | Sportovní střelba               | Zde           |
| 90    | Petr Kůrka            | Muž     | 35  | Sportovní střelba               | Zde           |
| 91    | Pavel Kubec           | Muž     | 29  | Sportovní střelba               | Zde           |
| 92    | David Kostelecký      | Muž     | 21  | Sportovní střelba               | Zde           |
| 93    | Regina Kodymová       | Žena    | 30  | Sportovní střelba               | Zde           |
| 94    | Stanislav Jirkal      | Muž     | 40  | Sportovní střelba               | Zde           |
| 95    | Leoš Hlaváček         | Muž     | 32  | Sportovní střelba               | Zde           |
| 96    | Jiří Gach             | Muž     | 26  | Sportovní střelba               | Zde           |
| 97    | Dagmar Bílková        | Žena    | 29  | Sportovní střelba               | Zde           |
| 98    | Bronislav Bechyňský   | Muž     | 34  | Sportovní střelba               | Zde           |
| 99    | Milan Bakeš           | Muž     | 33  | Sportovní střelba               | Zde           |
| 100   | Miroslav Januš        | Muž     | 23  | Sportovní střelba               | Zde           |
| 101   | Daniel Vacek          | Muž     | 25  | Tenis                           | Zde           |
| 102   | Jiří Novák            | Muž     | 21  | Tenis                           | Zde           |
| 103   | Helena Suková         | Žena    | 31  | Tenis                           | Zde           |
| 104   | Jana Novotná          | Žena    | 27  | Tenis                           | Zde           |
| 105   | Michal Vabroušek      | Muž     | 21  | Veslování                       | Zde           |
| 106   | Sabina Telenská       | Žena    | 22  | Veslování                       | Zde           |
| 107   | Adam Michálek         | Muž     | 21  | Veslování                       | Zde           |
| 108   | Hana Dariusová        | Žena    | 23  | Veslování                       | Zde           |
| 109   | Václav Chalupa        | Muž     | 28  | Veslování                       | Zde           |
| 110   | Petr Stanislav        | Muž     | 23  | Vzpírání                        | Zde           |
| 111   | Roman Polom           | Muž     | 29  | Vzpírání                        | Zde           |
| 112   | Jaroslav Zeman        | Muž     | 34  | Zápas                           | Zde           |
| 113   | Marek Švec            | Muž     | 23  | Zápas                           | Zde           |
| 114   | Pavel Frinta          | Muž     | 26  | Zápas                           | Zde           |